# Им нужны великие потрясения — нам нужна Великая Россия!
«Им (также встречается — Вам) нужны великие потрясения — нам нужна Великая Россия!» — крылатая фраза и афоризм. Слова были произнесены премьер-министром Российской империи Петром Столыпиным во Второй Государственной Думе 10 мая 1907 года, во время речи о крестьянских наделах.

## История
Согласно стенографическим данным, приведшие к формированию афоризма слова Столыпина в речи об устройстве быта крестьян и о праве собственности, произнесённой в Государственной думе 10 мая 1907 года, звучали следующим образом:

Пробыв около 10 лет у дела земельного устройства, я пришел к глубокому убеждению, что в деле этом нужен упорный труд, нужна продолжительная чёрная работа. Разрешить этого вопроса нельзя, его надо разрешать. В западных государствах на это потребовались десятилетия. Мы предлагаем вам скромный, но верный путь. Противникам государственности хотелось бы избрать путь радикализма, путь освобождения от исторического прошлого России, освобождения от культурных традиций. Им нужны великие потрясения, нам нужна Великая Россия!

## Политический анализ
Политолог и философ Сергей Кургинян трактует данную фразу как высказывание о том, что есть «добро — великая Россия», и есть «зло — великие потрясения». Он считает, что злые силы требуют великих потрясений, а силам добра требуется отсутствие этих великих потрясений. По мнению автора, именно такое отсутствие великих потрясений — синонимично великой России:7.
Политолог, старший научный сотрудник Университетского колледжа Лондона Владимир Пастухов, анализируя высказывание Столыпина, пишет: «…реальные перемены всегда вызывают те самые „великие потрясения“, которые с лёгкой руки ставшего теперь культовым Столыпина считаются нашими государственниками несовместимыми с „великой Россией“. К сожалению, в истории все обстоит с точностью до наоборот, и только те народы, которые нашли в себе силы и мужество пройти с честью через великие потрясения, смогли занять в ней достойное место». Данное утверждение критикует украинский логик, кандидат философских наук, доцент кафедры логики Национального юридического университета имени Ярослава Мудрого Елена Невельская-Гордеева, отмечая, что Пастухов отождествляет понятие «реальные перемены» с понятием «великие потрясения», «что позволяет ему утверждать, противореча Столыпину: великие потрясения — это предпосылка великой России»:37.
Кандидат политических наук Исмаил Байханов написал, что опыт преобразований Столыпина всегда был и будет востребован теми, кому «нужна великая Россия, а не великие потрясения».

## Исторический анализ
Доктор исторических наук, профессор МГУ Александр Никонов пишет, что слова Столыпина «Им нужны великие потрясения, нам нужна великая Россия», сказанные им 10 мая 1907 года в Государственной Думе, широко известны, однако чаще всего не говорится об их адресности и опускается повод, по которому они были сказаны. Учёный акцентирует внимание на том, что сказаны были они именно в адрес противников российской государственности, и напоминает их контекст: «Противникам государственности хотелось бы избрать путь радикализма, путь освобождения от исторического прошлого России, освобождения от культурных традиций. Им нужны великие потрясения, нам нужна великая Россия».

## Последствия и влияние фразы
- Фраза Столыпина была использованы российским политиком Петром Струве в названии одной из своих программных статей 1908 года «Великая Россия»[7][8].
- Слова «Вам нужны великие потрясения — нам нужна Великая Россия!» (рус. дореф. «Вамъ нужны великія потрясенія, — намъ нужна великая Россія») были высечены на памятнике Столыпину в Киеве, открытом 6 сентября 1913 года на Думской площади (нынешнем Майдане Незалежности) напротив здания Городской думы. Памятник простоял до революционных событий 1917 года.
- В 1991 году издательством «Молодая гвардия» была выпущена книга с названием «Нам нужна Великая Россия», в которой было представлено полное собрание речей, произнесённых Столыпиным в Государственной Думе и Государственном Совете в 1906—1911 годах[9]:101.
- Фраза «Нам не нужны великие потрясения, нам нужна Великая Россия!» стала лозунгом меморандума российского общественного движения Антимайдан[10].